# Nieuleczalny strach
Nieuleczalny strach (tytuł oryginału: Boo) – amerykański film fabularny (horror) z 2005 roku. W 2006 roku film nominowano do Saturn Award w kategorii najlepsze wydanie DVD.

## Zarys fabuły
Święto halloween. Grupa przyjaciół z college'u, w poszukiwaniu mocnych wrażeń, trafia do opuszczonego i niefunkcjonującego od lat szpitala, o którym krążą mrożące krew w żyłach legendy. Po krótkich oględzinach miejsca, znajdują się na trzecim piętrze, gdzie mieścił się oddział psychiatryczny – przed laty doszło tam do okrutnej tragedii. Bohaterowie nie mogą wydostać się ze szpitala, a z czasem sytuacja zaczyna stawać się coraz bardziej przerażająca.
Film kręcono od 1 grudnia 2003 roku w miejscowościach Los Angeles i Santa Clarita w stanie Kalifornia (Stany Zjednoczone). Zdjęcia powstawały w murach szpitala Linda Vista Hospital.

## Obsada
- Trish Coren jako Jessie Holden
- Rachel Harland jako Cindy
- Jilon Ghai jako Kevin
- Happy Mahaney jako Emmett
- Shirlene Quigley jako Honey
- Algie Hamilton jako Count Pimpula
- Dig Wayne jako Arlo Ray Baines/Dynamite Jones
- Rosamaria Juarez jako Louise
- Nicole Rayburn jako Marie
- Josh Holt jako Freddy
- M. Steven Felty jako Jacob
- Michael Samluk jako Allan
- Rachel Melvin jako Meg
- J.D. Decker jako Caitlin
- Terri Novak jako matka Jessie
- Dee Wallace jako pielęgniarka Russell
- Taylor Hurley jako dziewczyna-duch